# Gronge
Gronge è un gruppo musicale nato a Roma nel 1985.

## Storia del gruppo
Emersi in epoca new wave, ma con una proposta musicale del tutto originale, sono stati precursori di molti generi sviluppatisi poi negli anni successivi. Il nome della band, che peraltro preferisce definirsi "collettivo musicale", deriva dallo slang romanesco e sta ad indicare un pugile apparentemente sconfitto, che però "ha in serbo un ultimo colpo".
Lo stile dei Gronge è stato da essi stessi definito come "teknopunkabaret" in quanto, nelle proprie esibizioni, essi fondono musica e teatro. Tra i primi in Italia ad inserire campionamenti, sono stati fonte di ispirazione per importanti gruppi italiani contemporanei come gli Zu.
Sono stati, assieme ai torinesi Franti, fra i primi a proporre l'autoproduzione in Italia.
Gruppo a loro correlato è quello dei PVC, band dalla breve vita fondata da Marco Bedini.
I Gronge, che dal 2014 si fanno chiamare Gronge X, sono tuttora in attività e nel 2015 hanno pubblicato un album su CD dal titolo Manuale di improvvisazione per Giovani Socialisti per l'etichetta indipendente Danze Moderne.
Tra il 2015 e il 2016 la Again Records ristampa tutta la discografia Gronge degli anni '80 e degli anni '90 in due doppi cd.

## Formazione[6]
- Marco "Marcho" Bedini (batteria e voce)
- Maurizio "sUoNomOno" Bozzao (elettronica e loop)
- Federico Leo batteria
- Giacomo Ancillotto (chitarra)

### Ex componenti
- Enzo Caruso (basso)
- Jacopo Battaglia (batteria, groove box)
- Alessandro Bedini (nastri)
- Mario Belloni (voce)
- Fabrizio Carli (chitarra)
- Alessandro Denni (tastiere)
- Massimiliano Di Loreto (batteria, percussioni, basso)
- Antonella Domenici (performer)
- Pierfelice Finocchi (basso)
- Michele Frammolini (chitarra)
- Tiziana Lo Conte (voce)
- Robert Hanrahan (chitarra, basso)
- Inke Küll (sassofono)
- Luca Mai (sassofono)
- Albi Mattaroccia (mix)
- Max Costa (recording)
- Letizia Palamara (costumi)
- Mauro Pallagrosi (sassofono)
- Massimo Pupillo (basso)
- Fabrizio Sibilia (percussioni)
- Michelangelo Simeone (basso)
- Roberta Strano (luci)
- Paolo Taballione (chitarra)
- Manolo Vasquez (synth)

## Discografia

### Demotape
- 1985 - Classe Differenziale (autoproduzione, demotape, 100 copie)

### Singoli
- 1992 - Vota Gronge (Wide Records, 12")

### Album
- 1986 - Fase di rigetto - (autoproduzione 1000 copie)
- 1987 - Gronge&Move - (autoproduzione A&D Records, split con i Move, 1000 copie)
- 1988 - La nave dei folli - (Amen Prod., compilation in picture-disc allegata ad "Amen" n.7 - numero speciale sulla follia, 3 brani)
- 1989 - Classe differenziale (Inisheer, ristampa del demo del 1985, 500 copie)
- 1991 - A Claudio Villa (Original Sound) - (Wide records)
- 1993 - Teknopunkabaret - (Interbeat/Wea)
- 2007 - Coniglio Nazionale - (Interbeat distribuito Egea)
- 2010 - Senile Agitation - A Giovanni Lindo (CD, Contempo Records)
- 2012 - Dolci ricordi - (Nolebol autoproduzione)
- 2013 - Cremone Gigante per Soli Adulti - (doppio CD + DVD live, On Records Japan, pubblicazione di un album registrato nel 1989)
- 2015 - Manuale di improvvisazione per giovani socialisti (CD, Danze Moderne) con il nome di Gronge X

### Raccolte
- 2015 - Gli anni '80 (2 CD, Again Records, antologia contenente tutto il materiale pubblicato negli anni '80 ed alcuni inediti)
- 2016 - Gli anni '90 (2 CD, Again Records, antologia contenente tutto il materiale pubblicato negli anni '90 ed alcuni inediti)